# Sobrarbe
Le Sobrarbe est une comarque de la province de Huesca, dans le nord de l'Aragon, en Espagne. La capitale administrative du Sobrarbe est la ville de Boltaña, tandis que sa capitale économique est Aínsa. La région dépend du diocèse de Barbastro.
Cette petite région pyrénéenne est grande de quelque 2 200 km2 et peuplée d'environ 7 800 habitants.

## Communes
La comarque du Sobrarbe comprend les communes d'Abizanda, Aínsa-Sobrarbe, Bárcabo, Bielsa, Boltaña, Broto, Fanlo, Fiscal, La Fueva, Gistaín, Labuerda, Laspuña, Palo, Plan, Puértolas, El Pueyo de Araguás, San Juan de Plan, Tella-Sin et Torla-Ordesa.

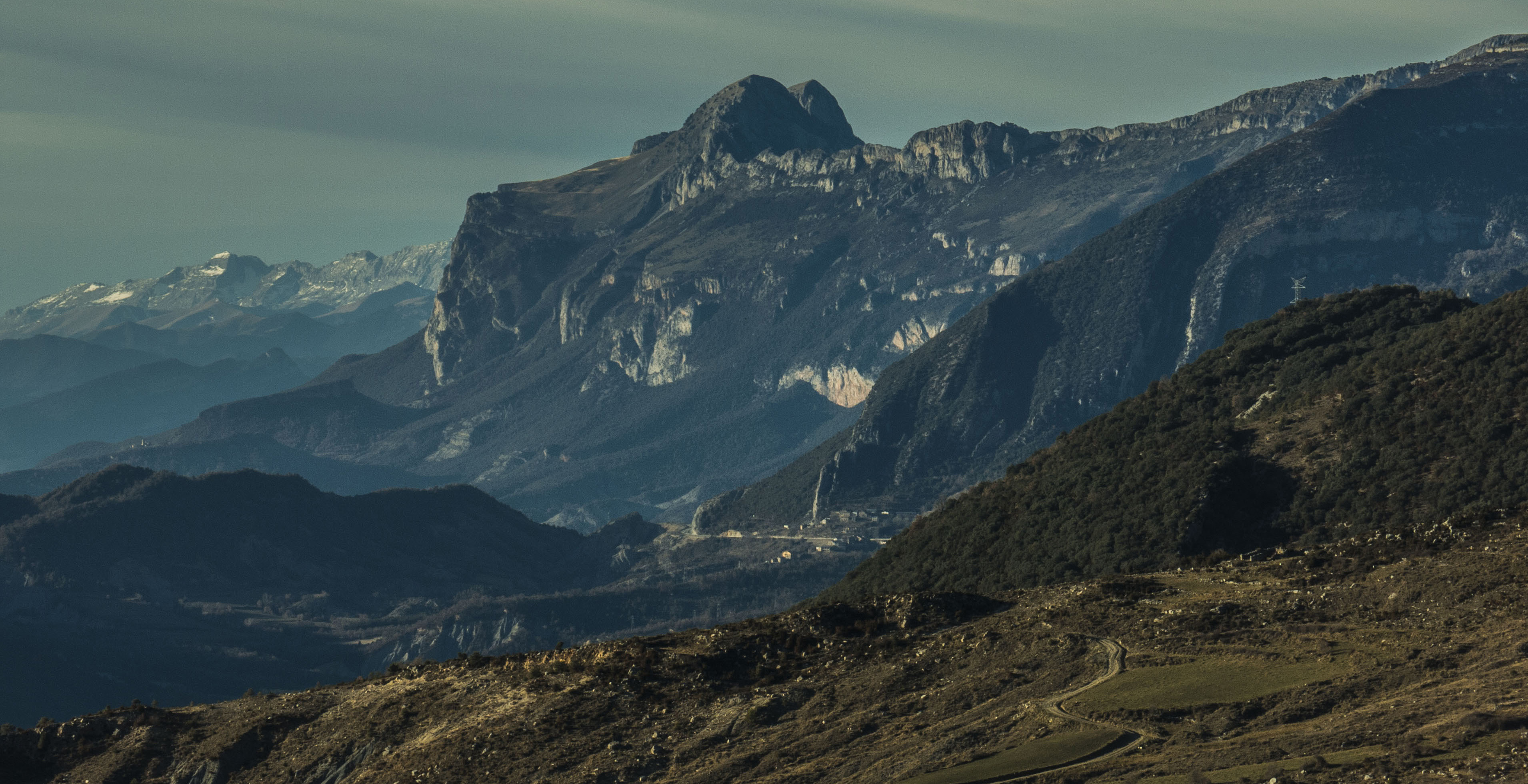
Sierra Ferrera.

## Géographie
Administrativement, le Sobrarbe est bordé au nord par le département français des Hautes-Pyrénées, à l'ouest par la haute vallée du Gállego, le Serrablo, à l'est par la Ribagorce et au sud par le Somontano de Barbastro.
Le relief du Sobrarbe est marqué par le milieu pyrénéen : le parc national d'Ordesa et du Mont-Perdu s'étend d'ailleurs exclusivement sur le territoire de la comarque. On trouve également le parc naturel de Posets-Maladeta et le parc naturel de la Sierra et des gorges de Guara. Au nord de la comarque, les montagnes sont creusées par les vallées de l'Ara, du Cinca et de Bió. Au centre se trouvent diverses dépressions comme Broto, Fiscal, Arcusa et La Fueva. Au sud se trouvent les massifs montagneux de Guara et d'Olsón.

## Histoire

### Préhistoire

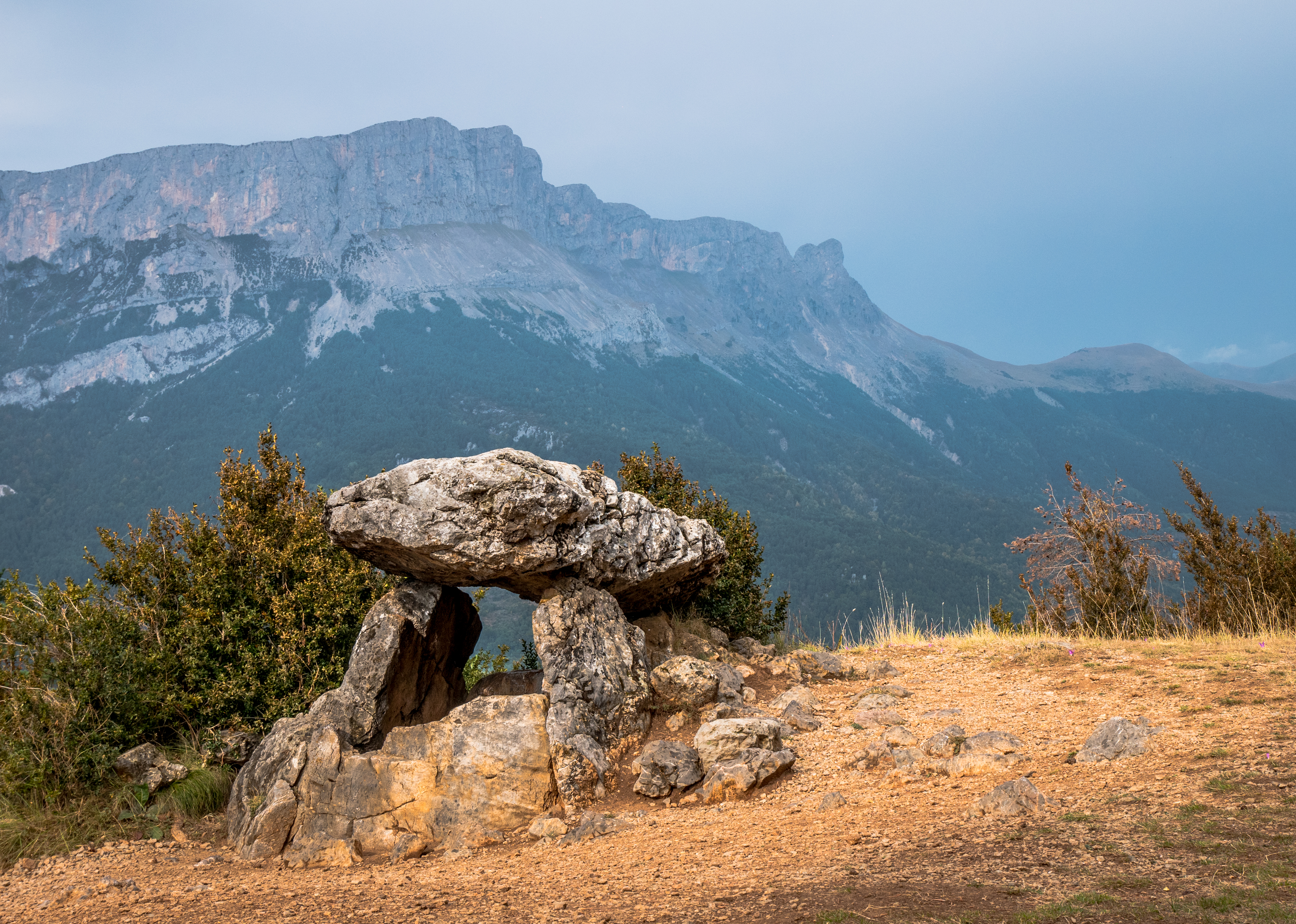
Le dolmen de Tella, comarque de Sobrarbe. Septembre 2017.

Des vestiges d'occupation humaine remontant à la période paléolithique, entre 80 000 et 30 000 av. J.-C., ont été découverts dans le haut-Aragon, sur des territoires voisins du Sobrarbe, comme sur le site de Castelló de Plá, sur la commune de Benabarre, en Ribagorce. La grotte des Maures de Gabasa, à Peralta de la Sal, en Litera, présente également un intéressant matériel de l'homme de Néanderthal. L'un des sites les plus intéressants est celui de la grotte du Forcón ou grotte du Borracho, à San Juan de Toledo de la Nata, sur la commune de la Fueva. La grotte contient quelques représentations d'art pariétal appelées maccaroni, des motifs géométriques et une figure de cheval.
La période néolithique est représentée sur plusieurs sites, qui appartiennent tous au Néolithique moyen : Huerto Raso à Lecina, la Espluga de Puyascada et la grotte du Forcón à la Fueva et enfin la Miranda à Palo.

### Moyen Âge
En 724, face à l'invasion musulmane, le chef Garci Ximeno réunit une petite troupe. Sur un chêne, apparaît alors à leurs yeux une croix flamboyante. Ce prodige galvanise les combattants, qui mettent en déroute les envahisseurs, et cette victoire suscite à la fois le nom de la région : Sobrarbe, sobre el arbol, « sur l'arbre ». L'image de l'arbre surmonté de la croix est le blason du Sobrarbe.
Au XIe siècle, le comté de Sobrarbe fut élevé au rang de royaume par le roi de Navarre Sanche III le Grand († 1035) pour son fils Gonzalve Ier († 1039), roi de Sobrarbe et de Ribagorce. À la mort de ce dernier, le Sobrarbe fut incorporé dans le royaume d'Aragon.

### Période moderne
Durant la période moderne, le Sobrarbe partage le destin de l'Aragon.

### Époque contemporaine
Durant les années 1930 se développent des groupes anarchistes de la CNT : les deux principaux, sur la commune de Boltaña, regroupent 260 affiliés. Lorsque la guerre d'Espagne éclate en 1936, le Sobrarbe reste du côté républicain au début de la guerre. En mars 1938, le général nationaliste Sagardía arrive avec ses troupes à Boltaña et s'empare d'Aínsa le 5 avril. Le 14 avril 1938 commence la retraite des forces de la 43e division de l'armée populaire républicaine, qui évacue le Sobrarbe par Bielsa et le col du Port Vieux sous le feu nationaliste. La bataille de la poche de Bielsa s'achève le 15 juin 1938 par la chute définitive du Sobrarbe aux mains des nationalistes.
C'est par la loi 5/2003 du 26 février 2003, publiée le 7 mars 2003 au Bulletin officiel d'Aragon, qu'est créée la comarque du Sobrarbe. Ses frontières sont définitivement constituées le 26 avril de la même année et reposent sur la tradition historique de la communauté sobrarbienne. Les compétences lui sont transférées le 1er juin.